# Gymnotus diamantinensis
Gymnotus diamantinensis är en fiskart som beskrevs av Campos-da-paz 2002. Gymnotus diamantinensis ingår i släktet Gymnotus och familjen Gymnotidae. Inga underarter finns listade i Catalogue of Life.